# Ctenus bolivicola
Ctenus bolivicola este o specie de păianjeni din genul Ctenus, familia Ctenidae, descrisă de Strand, 1907.
Este endemică în Bolivia. Conform Catalogue of Life specia Ctenus bolivicola nu are subspecii cunoscute.